# Dietrich Bonhoeffer
Dietrich Bonhoeffer, nemški teolog, pastor in antinacist, * 4. februar 1906, Breslau, Nemško cesarstvo (sedaj Vroclav, Poljska), † 9. april 1945, Flossenbürg, Tretji rajh.
Najbolj je znan po svojih delih o krščanstvu v sodobnem svetu. V njih je izražal podporo ekumenizmu, ki se zavzema za enotnost krščanskih Cerkva. Bil je tudi nasprotnik nacizma in Hitlerja, še posebej je zavračal genocid Judov v nacistični Nemčiji. Proti nacističnemu režimu se je upiral v sklopu Izpovedujoče cerkve, kasneje pa je sodeloval tudi z nemško vojaško obveščevalno službo, zaradi česar je bil leta 1945 usmrčen.

## Življenje
Dietrich Bonhoeffer se je rodil 4. februarja 1906 v Vroclavu v Nemčiji (sedaj del Poljske) staršema Karlu Bonhoefferju in Pauli von Hase v družino srednjega razreda. Že v zgodnjem otroštvu se je z družino preselil v Berlin. Njegova družina se je le redko udeleževala cerkvenega bogoslužja. Pričakovali so, da bo sledil očetovim stopinjam in postal psihiater, a se je že kot najstnik odločil, da bo postal pastor.
Leta 1924 se je vpisal na Humboldtovo univerzo v Berlinu, kjer je študiral teologijo in leta 1927 študij tudi uspešno opravil. Teolog je postal pri svojem 21. letu. Še v mladih letih je odšel v Ameriko, da bi se dodatno izobrazil. Udeležil se je Teološkega seminarja, kjer so mu pogovori in interakcije z afroameriškimi kristjani spremenili življenje. Potovanje je spremenilo njegov pogled na krščanstvo. Leta 1931 se je preselil nazaj v Berlin, kjer je postal duhovnik v cerkvi svetega Mateja. Po vzponu Hitlerja na oblast in prilagajanju protestantskih Cerkva nacizmu je pomagal soustanoviti Izpovedujočo cerkev (Bekennende Kirche), kjer je pridigal svetopisemsko krščanstvo. Kmalu ga je Nemčija razglasila za državnega sovražnika in leta 1937 začela preganjati Izpovedujočo cerkev.
Po začetku preganjanja Izpovedujoče cerkve je skrivaj organiziral seminarje po vzhodni Nemčiji, leta 1939 pa je zaradi strahu pred prisilno prisego Hitlerju pobegnil v Ameriko, a se je kmalu vrnil v Nemčijo. Leta 1941 se je pridružil nemški vojaški obveščevalni službi Abwehr, kar je izkoristil za skrivno protinacistično delovanje. To je vodilo v njegovo aretacijo po odkritju določenih dokumentov Abwehra v povezavi z atentatom na Hitlerja in usmrtitev z obešenjem 4. aprila 1945.

### Boj proti nacizmu
Že od zgodnjih dni Hitlerjeve vladavine se je Bonhoeffer udeleževal protestov proti nacističnemu režimu. Leta 1935 je postal osrednji govornik Izpovedujoče cerkve (Die Bekennende Kirche), žarišča protestantskega upora proti nacizmu. Boril se je tudi za rasističnemu preganjanju Judov in za enakopravnost tistih, ki so se spreobrnili v krščansko, ter vseh drugih kristjanov. Proti režimu se je začel boriti še bolj aktivno po letu 1938, ko ga je njegov svak Hans von Dohnányi seznanil z načrti za upor proti režimu. Kar nekajkrat je tudi potoval v tujino po nalogu nemške vojaške obveščevalne službe, ki je bila v tistem času žarišče odpora proti režimu. Na potovanjih (1941–1942) je tuje vlade obveščal o načrtih za različne protinacistične akcije. Leta 1943 je pomagal Judom pri pobegu v nevtralno Švico, za kar so ga istega leta tudi zaprli.

## Delo
Bonhoefferjeva teologija je kristocentrična: njeno središče je Kristus. Iz tega središča izhajajo njegovo teološko razmišljanje, duhovna globina in etična odgovornost. To je tudi osnova krščanske eksistence.
Bonhoefferjevo najbolj znano in najpomembnejše delo je Nasledstvo (Nachfolge, 1937). Je klic k bolj zvesti in skrajni predanosti Kristusu in uporu proti 'udobnemu krščanstvu'. V njej močno kritizira 'poceni usmiljenje', ki je bilo takrat aktualno v protestantskih Cerkvah. Njegovi pogledi so blizu pacifizmu. Med njegova pomembnejša dela prištevamo še Sanctorum Communio (1930), kjer se ukvarja s teologijo posameznika v okviru družbe in Cerkve. Poleg razlage greha, zla in solidarnosti sistematsko razlaga teologijo Svetega duha v Cerkvi in kako to vpliva na vprašanja o avtoriteti, svobodi in ritualih. Drugi dve izmed Bonhoefferjevih najpomembnejših del sta Etika (Ethik, 1949) in Skupno življenje (Gemeinsames Leben, 1938). V Skupnem življenju razlaga pomen psalmov za krščansko molitev in posameznikov v odnos do Boga. V Etiki predstavi svojo teološko in osebno pot.

### Dela
V nemščini:
- Sanctorum Communio: Eine dogmatische Untersuchung zur Soziologie der Kirche (1930)
- Akt und Sein: Transzendentalphilosophie und Ontologie in der systematischen Theologie (1931)
- Schöpfung und Fall (1933)
- Nachfolge (1937)
- Gemeinsames Leben (1938)
- Ethik (1949)
- Widerstand und Ergebung (1951)

Prevodi v slovenščino:
- Skupno življenje (2016)
- Odgovornost in svoboda: izbor iz filozofsko teoloških del (2005)

Dela o Dietrichu Bonhoefferju v slovenščini:
- Pucelj, Jože: Dietrich Bonhoeffer: pričevalec za Kristusa (2004)